# 油四须鲃
油四鬚鲃（学名：Poropuntius exiguus）为鲤科光唇魚屬吻孔鲃属的鱼类，俗名油鱼。僅分布于中国雲南洱海（喜洲及大理市），主要栖息于湖岸岩洞处水体。该物种的模式产地在喜洲洱海。

## 扩展阅读
維基物種上的相關：油四须鲃